# Aristolochia baenzigeri
Aristolochia baenzigeri är en piprankeväxtart som beskrevs av B. Hansen & L. Phuphathanaphong. Aristolochia baenzigeri ingår i släktet piprankor, och familjen piprankeväxter. Inga underarter finns listade i Catalogue of Life.